# Sansarpur
Sansarpur là một thị trấn thống kê (census town) của quận Jalandhar thuộc bang Punjab, Ấn Độ.

## Nhân khẩu
Theo điều tra dân số năm 2001 của Ấn Độ, Sansarpur có dân số 4061 người. Phái nam chiếm 51% tổng số dân và phái nữ chiếm 49%. Sansarpur có tỷ lệ 75% biết đọc biết viết, cao hơn tỷ lệ trung bình toàn quốc là 59,5%: tỷ lệ cho phái nam là 79%, và tỷ lệ cho phái nữ là 71%. Tại Sansarpur, 11% dân số nhỏ hơn 6 tuổi.